# Frauenbewegung in Deutschland
Die Frauenbewegung in Deutschland konstituierte sich in der zweiten Hälfte des 19. Jahrhunderts in der Folge von Revolutions- und Bürgerrechtsbewegungen. Sie ist gekennzeichnet von vielfältigen politischen Interessen, was zur Folge hat, dass es keine einheitliche Frauenbewegung gibt, sondern viele verschiedene Schauplätze frauenpolitischer Aktivität.

## Erste Deutsche Frauenbewegung
Nachdem in Frankreich und Großbritannien infolge der Erklärung der Bürger- und Freiheitsrechte durch die Französische Revolution bereits Frauenrechte proklamiert worden waren, entstanden 1848 auch revolutionäre Bewegungen in Deutschland. „Dem Reich der Freiheit werb' ich Bürgerinnen“, schreibt Louise Otto-Peters in der ersten deutschen Frauen-Zeitung, die sie 1849 gegründet hatte. Hier wird bereits das Wahlrecht als eine Hauptforderung diskutiert. Damit gilt Louise Otto-Peters als die Gründerin der deutschen Frauenbewegung. Das wichtigste Ziel dieser ersten Generation der Frauenbewegung, zu der auch Auguste Schmidt und Henriette Goldschmid gehörten, war das Recht der Frauen auf Arbeit und Bildung. Dabei sollte die Bildung und die Arbeit der Frauen nicht alleine den Frauen selbst dienen, sondern der ganzen Gesellschaft. Außerdem sollte die Bildung und Arbeit den Frauen ein finanziell von den Männern unabhängiges Leben ermöglichen. Für bürgerliche Frauen gab es bis dahin kaum Möglichkeiten zur Berufstätigkeit.

### Allgemeiner Deutscher Frauenverein (ADF)

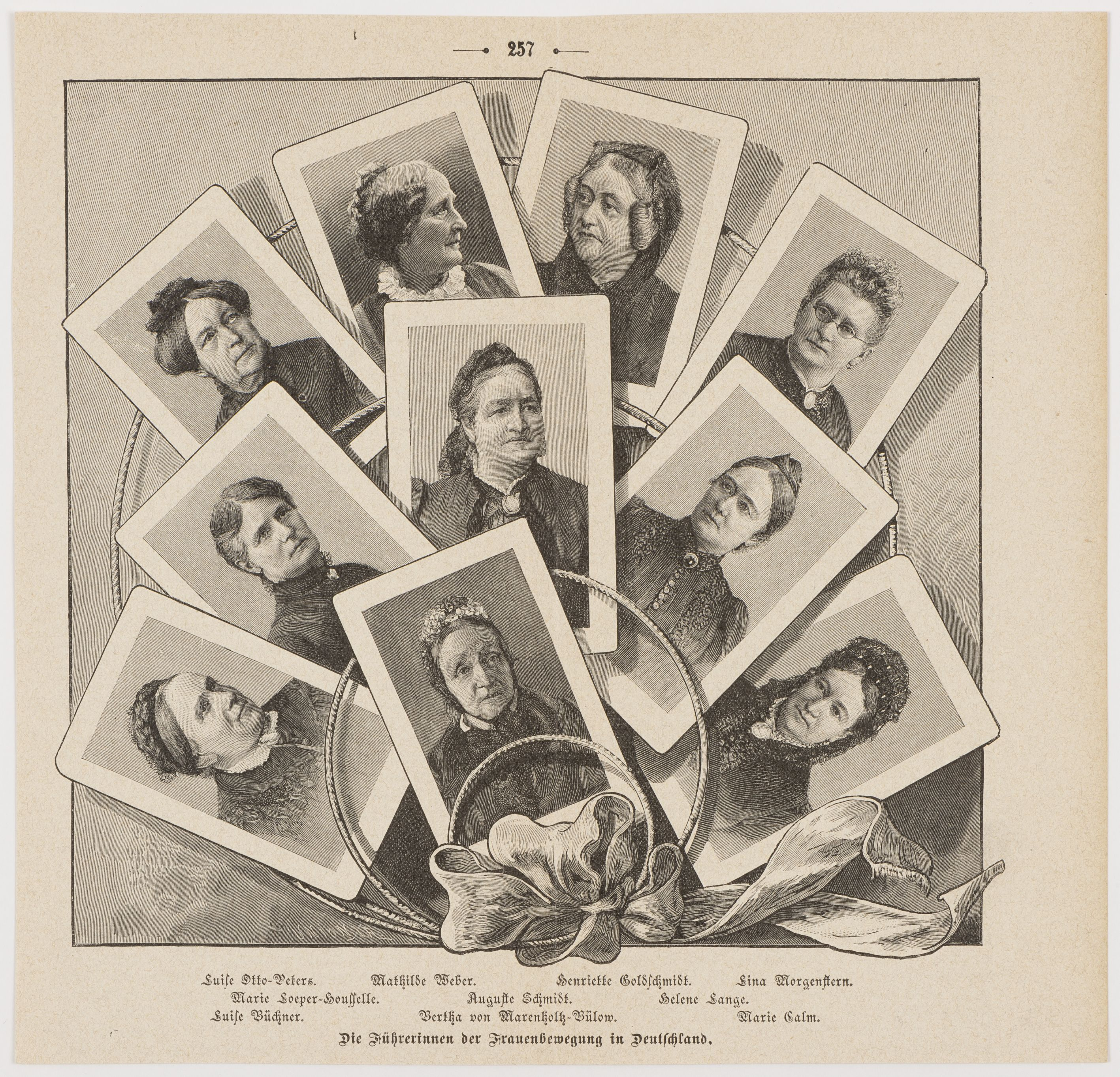
„Die Führerinnen der Frauenbewegung in Deutschland“ in der Gartenlaube 1894.

1865 fand in Deutschland zum ersten Mal eine Frauenkonferenz statt, bei der der Allgemeine Deutsche Frauenverein gegründet wurde. Ziel dieses ADF war „die erhöhte Bildung des weiblichen Geschlechts und die Befreiung der weiblichen Arbeit von allen Hindernissen“. Erste Vorsitzende wurde Louise Otto-Peters, zweite Auguste Schmidt. Offiziell ist dies die Markierung für die erste deutsche Frauenbewegung, die auch als bürgerliche Frauenbewegung bezeichnet wird. Die Forderung nach dem Frauenwahlrecht wird hier zunächst nicht mehr erhoben.
Hedwig Dohm, 1831 in Berlin geboren, zeit ihres Lebens als Frauenrechtlerin, Pazifistin, Essayistin und Autorin in vielen politischen Diskussionsbereichen unterwegs, hat diese erste deutsche Frauenbewegung, in der die vorrangigen Ziele das Recht auf Bildung und auf Arbeit waren, maßgeblich mitgeprägt: „Es gibt keine Freiheit der Männer, wenn es nicht eine Freiheit der Frauen gibt.“ Ihr Essay Der Frauen Natur und Recht  wurde viel gelesen und hatte große Wirkung durch ihre Argumentation. Der Satz „Die Menschenrechte haben kein Geschlecht“ blieb vielen im Gedächtnis und ist bis heute evident.
Widerstand gegen diese Frauenbewegung kam sowohl aus den Reihen der Männer als auch von den Frauen selbst. Ein Problem der Frauenbewegung stellte das Verbot in Preußen für Frauen dar, sich politisch zu betätigen. Während Frauen sich in anderen deutschen Teilstaaten politisch betätigen konnten, war preußischen Frauen bis 1908 verboten, sich politisch zu organisieren oder politische Versammlungen zu besuchen – auch wenn sie das vielfach unterliefen. Das Hauptziel des ADF blieb die Bildung der Frauen und das Recht auf Erwerbstätigkeit.
Stimmberechtigte Mitglieder im Verein konnten nur Frauen werden, Männer waren nur als Berater zugelassen, was ihnen den Vorwurf der Männerfeindlichkeit einbrachte. Überall in Deutschland wurden Ortsvereine gegründet, sodass 1870 die Zahl der Mitglieder bei 10.000 lag.
Immer mehr Vereine wurden gegründet, die sich das Recht der Frauen auf Bildung und Erwerbstätigkeit auf ihre Fahne geschrieben hatten. So gründete Elisabet Boehm 1898 in Ostpreußen den Landfrauenverband. Bereits 1866 wurde der Verein zur Förderung der Erwerbstätigkeit des weiblichen Geschlechts in Berlin gegründet. Er wurde Lette-Verein nach seinem Gründer Adolf Lette genannt, der sich zwar für die Erwerbstätigkeit der Frauen starkmachte, aber sich noch vehement gegen die politische Gleichberechtigung der Frauen aussprach. 1887 richtete Helene Lange eine Petition an den Preußischen Unterrichtsminister und das Preußische Abgeordnetenhaus. Darin forderte sie die wissenschaftliche Ausbildung der Lehrerinnen für höhere Mädchenschulen und die zunehmende Besetzung der Lehrerstellen mit Frauen. Diese Gelbe Broschüre erregte Aufsehen, obwohl sie noch ganz dem traditionellen Frauenbild verhaftet war. Die jungen Mädchen sollten auf ihre Rolle als Mütter vorbereitet werden, entweder als Mütter eigener Kinder oder als Lehrerinnen an Mädchenschulen, wo sie ihre „geistige Mutterschaft“ einbringen könnten. 1889 gründete Helene Lange den Allgemeinen Deutschen Lehrerinnenverein in Berlin. Ziel dieses Vereins war die Zulassung der Frauen zum Abitur und zum Studium. Die politische Beteiligung der Frauen wurde nur als Fernziel diskutiert.

### Bund Deutscher Frauenvereine (BDF)
1894 schlossen sich viele der Frauenvereine zum „Bund Deutscher Frauenvereine“ (BDF) zusammen. Mit der Gründung des Dachverbands der bürgerlichen Frauenbewegung begann der organisierte Kampf für bessere Aus- und Allgemeinbildung von Frauen und das Recht auf Erwerbsarbeit. Die erste Vorsitzende wurde die Leiterin des „Allgemeinen Deutschen Frauenvereins“ Auguste Schmidt. Es sollten Frauenvereine der unterschiedlichsten Parteien und Weltanschauungen aufgenommen werden. Dafür wurden die Ziele sehr allgemein gehalten. Dennoch wurden die Vereine der proletarischen Frauenbewegung ausgeschlossen mit dem Argument, dass diese sozialistischen Arbeiterinnenvereine politisch seien.

### Proletarische Frauenbewegung
Die bürgerliche Frauenbewegung hatte sich nur vereinzelt für die Interessen der Arbeiterinnen eingesetzt. Die proletarische Frauenbewegung war eingebettet in die sozialistische Arbeiterbewegung, die davon ausging, dass die Befreiung der Frau nur möglich war durch eine Veränderung der bestehenden Gesellschaftsform. Wichtige Vertreterinnen der proletarischen Frauenbewegung waren Clara Zetkin und Emma Ihrer. Das 1879 erschienene Buch von August Bebel Die Frau und der Sozialismus markierte einen Meilenstein in der proletarischen Frauenbewegung. Nach und nach wurden innerhalb der Arbeiterorganisationen Forderungen nach gleichem Lohn für gleiche Arbeit, nach Arbeiterinnenschutz, aber auch nach einem Frauenwahlrecht, gleichen Bildungschancen für die Frauen laut. Seit 1891 erschien die von Clara Zetkin herausgegebene Frauenzeitschrift Die Gleichheit.
Zwischen der bürgerlichen und der proletarischen Frauenbewegung gab es kaum Berührungspunkte, lediglich bei der Diskussion um eine Neufassung des Bürgerlichen Gesetzbuchs argumentierten beide Strömungen gegen die die Frauen benachteiligenden Bestimmungen.

### Frauenwahlrecht
Um die Jahrhundertwende wurden sehr viele neue bürgerliche Frauenvereine gegründet, die sich dem Bund Deutscher Frauenvereine anschlossen. 1914 waren 250.000 Frauen über einen der zahlreichen Frauenvereine Mitglied im BDF. Zu den neu gegründeten Vereinen zählte der Deutsch-evangelische Frauenbund (1899), der Katholische Frauenbund Deutschlands (1903) und der Jüdische Frauenbund (1904). Außerdem wurden in dieser Zeit erste Frauenberufsverbände gegründet. Als seit 1908 die Frauen auch Mitglied in politischen Organisationen werden konnten, entstanden Frauengruppen innerhalb der Parteien. Seit den 1870er Jahren sprachen sich die Feministinnen für ein Frauenwahlrecht aus, so Hedwig Dohm im Jahr 1876 oder Helene Lange 1896 in ihrer programmatischen Schrift „Frauenwahlrecht“, die sie in der renommierten Zeitschrift Cosmopolis veröffentlichen konnte. 1902 gründeten Anita Augspurg, Lida Gustava Heymann, Minna Cauer und Helene Stöcker den Deutschen Verband für Frauenstimmrecht in Hamburg. Die proletarische Frauenbewegung innerhalb der linken Parteien und der Gewerkschaften setzte sich ebenfalls seit den 1890er Jahren für ein Frauenstimmrecht ein. Wie in zahlreichen anderen Staaten erhielten die Frauen nach dem Ende des Ersten Weltkriegs das Wahlrecht.

### Frauenzentrum
Die Frauenrechtlerinnen Lida Gustava Heymann und Anita Augspurg gründeten 1897 in Hamburg das erste deutsche Frauenzentrum in der Paulstraße 25. Es bot einen Mittagstisch für Arbeiterinnen und Angestellte, einen Kinderhort, eine Beratungsstelle als auch Rechtsschutz. In den Räumen fanden Veranstaltungen, Abendunterhaltungen, Vorträge und Vereinsversammlungen statt.

### Frauen für den Frieden
Bereits 1892 gründete Bertha Suttner, überzeugte Pazifistin und Autorin des Antikriegsromans Die Waffen nieder! die Österreichische und die Deutsche Friedensgesellschaft. 1914, in der Überzeugung, dass ein Blitzkrieg die Macht der Nation erhalten könne, ließ sich der Bund der deutschen Frauenvereine vor den Karren des Vaterlandskriegs spannen: während der Kriegszeit sollten die Kämpfe um die Frauenrechte eingestellt werden. Einige jedoch blieben bei ihrer Überzeugung und riefen zu einem Frauenfriedenskongress auf. Lida Gustava Heymann (1868–1943) und Anita Augspurg (1857–1943), Initiatorinnen des Verbands für Frauenstimmrecht 1902, gelten als Initiatorinnen des 1915 in Den Haag stattfindenden Frauenkongresses zum Frieden. Unterstützt wurden sie von den überzeugten Pazifistinnen Minna Cauer (1841–1922), Herausgeberin der Zeitschrift Frauenbewegung, Hedwig Dohm (1831–1919), Helene Stöcker (1869–1943), Rosa Mayreder (1858–1938) und Clara Zetkin (1857–1933). Beim Frauenkongress wurden die Frauen Europas aufgerufen, gegen den Krieg zu protestieren, Gewalt gegen Frauen während des Kriegs anzuprangern, sich für politische Gleichberechtigung einzusetzen, für internationale Konferenzen mit Frauenbeteiligung, für Abrüstung und vieles mehr. Es wurde die Internationalen Frauenliga für Frieden und Freiheit gegründet, der 20-Punkte Katalog des Frauenkongresses soll auf die Formulierung von Präsident Woodrow Wilsons Friedensplans mit eingewirkt haben.

## Frauenorganisationen zur Zeit des Nationalsozialismus
Der Bund Deutscher Frauenvereine löste sich 1933 auf, um einer Gleichschaltung durch die Nationalsozialisten zu entgehen. Dies bedeutete das Ende einer eigenständigen Frauenbewegung in Deutschland. Einige Frauenvereine wie der „Deutsch-evangelische Frauenbund“, die „Haus- und Landfrauenvereine“ und der „Frauenbund der Deutschen Kolonialgesellschaft“ traten dem nationalsozialistischen „Deutschen Frauenwerk“ bei. Dies bildete zusammen mit der NS-Frauenschaft die gleichgeschaltete Organisation der Frauen in der Zeit des Nationalsozialismus. Ihnen ging es weniger um die Erkämpfung von Frauenrechten als vielmehr um die Einbindung der Frauen in die Ziele des Nationalsozialismus. Die Frauen verloren 1933 das passive Wahlrecht, sie wurden aus den Parlamenten ausgeschlossen. Ihre Rolle als Mutter- und Hausfrau wurde betont. Kurz vor und während des Zweiten Weltkriegs wurde allerdings wieder die Bedeutung der Frauenerwerbsarbeit erkannt. Die Frauen mussten die Arbeitsplätze der im Krieg stehenden Männer besetzen.

## Nach dem Zweiten Weltkrieg
1949 trat in Westdeutschland das Grundgesetz in Kraft. In Artikel 3 wird die Gleichberechtigung von Mann und Frau garantiert. Für diesen Artikel hatten die Mütter des Grundgesetzes Elisabeth Selbert, Helene Wessel, Helene Weber und Friederike Nadig gekämpft.
1949 wurde der Deutsche Frauenrat als Dachverband der verschiedenen westdeutschen Frauenverbände gegründet, der aber als ein Verband von eher konservativen Frauenorganisationen galt.

## Neue oder Zweite Frauenbewegung
Die Frauenbewegung, die in den 1970er Jahren in Westdeutschland ihren Anfang nahm, ist ohne ihre historischen Vorläufer nicht zu denken. Sie umfasste vielfältige Gruppierungen und unterschiedliche Vorstellungen über Ziele, Organisations- und Aktionsformen feministischen Engagements. Sie entstand unter dem Eindruck politischer Umwälzungsprozesse. Kennzeichnend ist zunächst eine große Unwissenheit, nicht nur bezüglich der Forderungen und Ziele der ersten deutschen Frauenbewegung, sondern auch in Hinblick auf all die Aktivitäten, die seit dem Ende des Zweiten Weltkrieges von verschiedenen Fraueninitiativen gestartet worden waren, wie die Westdeutsche Frauenfriedensbewegung, die Frauenkonferenzen des Deutschen Gewerkschaftsbundes ab 1952, der Deutsche Juristinnenbund. Es fehlte 1968 noch jegliches historisches Bewusstsein zur Kontinuität der Themen und der Aktivitäten der frauenbewegten Gruppen. Schulen und Medien waren nicht der Ort, diese Informationen weiterzugeben, Frauengeschichte war kein Bestandteil geschichtlichen Wissens, somit wurden diese Wissensbestände über lange Zeit unterschlagen.
Aus der Studentenbewegung heraus entstanden der Sozialistische Deutsche Studentenbund und die Außerparlamentarische Opposition. Als Abgrenzungsbewegung von Seiten der Frauen bildete sich, zur Verfolgung eigener politischer Ziele, zunächst die Kinderladenbewegung mit dem Ziel, mehr Energie für politische Arbeit freisetzen zu können, wenn Kinderbetreuung gemeinschaftlich organisiert wird. Schnell schlossen sich pädagogische und gesellschaftspolitische Diskussionen an. Helke Sander, Mitbegründerin des Aktionsrats zur Befreiung der Frau, stellte in ihrer Rede zur 23. Delegiertenkonferenz des SDS im September 1968 in Frankfurt eine Forderung auf: „Wir wollen versuchen, schon innerhalb der bestehenden Gesellschaft Modelle einer utopischen Gesellschaft zu entwickeln. In dieser Gegengesellschaft müssen aber unsere eigenen Bedürfnisse endlich einen Platz finden.“ Die Nichtreaktion auf diese Rede führte zum „Tomatenwurf“, der den Beginn der „Neuen Deutschen Frauenbewegung“ markiert. Von hier aus nahmen erneut politische Diskussionen ihren Ausgang: der Abtreibungsparagraph, die Kinderbetreuungsfrage, gleicher Lohn für gleiche Arbeit, Familienrecht, Gewalt gegen Frauen, Frauen und Frieden und utopische Lebensentwürfe, die überkommene Setzungen und institutionalisierte Strukturen analysierten und in Frage stellten.
Die Herausgeberin Alice Schwarzer urteilt:

„Doch gerade die Frauenbewegung entstand bekanntermaßen Anfang der 1970er Jahre im Westen nicht zuletzt aus Protest gegen die Linke.“

## Frauenbewegung in der DDR
In der DDR waren neben dem staatlich eingerichteten Frauenverband „Demokratischer Frauenbund Deutschlands“ (DFD) seit dem Beginn der 1980er Jahre auch einige kleine informelle Frauengruppen aktiv, die sich als Teil einer „nichtstaatlichen Frauenbewegung in der DDR“ verstanden, meist unter dem Dach der Kirche. Themen waren Gewalt gegen Frauen, Gentechnologie, Kindergartenprogramme und die Beziehung zwischen den Geschlechtern. Ulrike Poppe gründete 1980 nach dem West-Berliner Vorbild in ihrer Erdgeschoss-Wohnung im Prenzlauer Berg den einzigen autonomen Kinderladen in der DDR. 1983 ließ das Stadtbezirksgericht den Kinderladen angeblich wegen Wohnraumbedarfs räumen. Die Eltern erfuhren nichts davon. Im selben Jahr wurde Poppe zusammen mit Bärbel Bohley und anderen aus der ostdeutschen Gruppe „Frauen für den Frieden“ wegen „Landesverrats“ und „konspirativer Westverbindungen“ verhaftet.
Ab 1984 veranstalten die Gruppen jährliche Frauentreffen und bildeten Netzwerke, angestrebt war eine Frauenfriedensbewegung in der DDR. Frauen und Frauengruppen trugen die Oppositionsbewegung mit. Ostdeutsche Feministinnen und Bürgerrechtlerinnen wie Bärbel Bohley, Katja Havemann, Ulrike Poppe und Marianne Birthler stießen die Friedliche Revolution in der DDR mit an. Am 3. Dezember 1989 gründeten mehr als 1200 Frauen aus unterschiedlichen Zusammenhängen den Unabhängigen Frauenverband (UFV) und verabschiedeten ein „Manifest für eine autonome Frauenbewegung“. Der UFV verlor mit der Wiedervereinigung zunehmend an Bedeutung und wurde 1998 aufgelöst. Im April 1990 fand in Ost-Berlin der erste Kongress „Frauen in Ost und West“ statt, auf dem sich Ost- und Westfrauenbewegung austauschten mit dem Ziel einer gemeinsamen feministischen Strategie zum Einigungsprozess.

## Wichtige rechtliche, soziale und kulturelle Stationen der Emanzipation in Deutschland
Wesentliche Schritte der Gleichberechtigung der Frau sind auch in Deutschland erst im 20. Jahrhundert erfolgt.

### Bildung
- 4. Jahrhundert und vorher: In Deutschland erhalten jüdische Kinder ihren Unterricht gemäß den religiösen Vorschriften zuhause: Jungen zunächst durch den Vater, später durch den Rabbi. Mädchen werden von der Mutter unterrichtet.
- 1524 fordert der Reformator Martin Luther in seiner Schrift An die Rad(s)herrn aller stedte deutsches lands: das sie Christliche schulen auffrichten und hallten sollen die Einrichtung städtischer Schulen für Jungen und Mädchen. Luthers Anspruch nach sollten die Kinder „nicht alleine die Sprachen und Historien hören, sondern auch singen und die Musica mit der ganzen Mathematica lernen.“ Damit die Kinder ihren Eltern weiterhin im Haushalt oder bei deren Gewerbe assistieren könnten, sollte sich der Schulbesuch auf täglich zwei Stunden für die Knaben, bei den Mädchen auf eine Stunde täglich beschränken.
- 1529 errichtet Magdalena von Staupitz in Grimma eine der ersten Elementarschulen für Mädchen. Zum Unterrichtsstoff gehören Handarbeiten, Musizieren, Mathematik, Geschichte und Religion. Von Staupitz war 1523 mit Martin Luthers späterer Gattin Katharina von Bora aus dem Kloster geflohen. Die ehemalige Nonne, später verheiratete Geuder, führte die Schule bis zu ihrem Tod 1548. Das Institut selbst bestand bis ins 19. Jahrhundert hinein.
- 16. / 17. Jahrhundert: Neue katholische Frauenorden, wie die Ursulinen (1535 in Italien / 1639 in Deutschland), die Katharinerinnen (1571) und die Englischen Fräulein (1609 in England / 1620 vorübergehend, seit 1627 dauerhaft in Deutschland), verpflichten sich der Mädchenbildung. Neben dem Lesen und Schreiben erlernen sie Handarbeiten und weitere Fertigkeiten für den Haushalt.
- 1592 Das lutherisch-reformierte Herzogtum Pfalz-Zweibrücken führt als erstes Land der Erde die allgemeine Schulpflicht für Mädchen und Knaben ein.
- 1754 Dorothea Erxleben wird nach einer Ausnahmegenehmigung des preußischen Königs Friedrich des Großen an der Universität Halle als erste Frau – in Medizin – promoviert.
- 1802 In Hannover wird die erste „städtische höhere Töchterschule“ gegründet. Weitere, teils privat, teils unter städtischer Regie geführte Einrichtungen folgen in ganz Deutschland. Die Höheren Töchterschulen unterrichten Mädchen anfangs bis zum 14., später auch bis zum 16. Lebensjahr. Der maximal erreichbare Bildungsabschluss entspricht bis um das Jahr 1890 etwa der Mittleren Reife.
- 1893 Eröffnung des ersten deutschen Mädchengymnasium durch den Verein „Frauenbildungs-Reform“ in Karlsruhe.
- 1896 legen am Luisengymnasium Berlin – und damit erstmals in Preußen – sechs junge Frauen das Abitur ab.
- 1896 Erstmalige Zulassung von Frauen als Gasthörerinnen an preußischen Universitäten (in Vorbereitung auf die Oberlehrerinnenprüfung). Gasthörern stehen nicht alle Vorlesungen offen, auch können sie weder Prüfungen ablegen noch Abschlüsse erwerben.
- 1899 wird an preußischen Universitäten Frauen das Medizin- oder pharmazeutische Studium erlaubt.
- 1900 Uneingeschränktes Frauenstudium im Großherzogtum Baden –  als erstem deutschen Land.
- 1908 Endgültige Gleichstellung der Mädchen- und Knabenausbildung in Preußen. Die sogenannte Mädchenschulreform integriert die Höheren Mädchenschulen in das System der Höheren Lehranstalten. Damit ist ein gleichwertiger Unterricht sowie die Zulassung zu Abitur und Studium gewährleistet. Das bisherige „Mädchenabitur“ hatte nicht automatisch zum Universitätsbesuch berechtigt.
- 1909 In Preußen werden Frauen zum Vollstudium an Technischen Hochschulen zugelassen.
- 1915 Mit dem „Viktoria-Studienhaus“ (heute Ottilie-von-Hansemann-Haus) eröffnet in Berlin die europaweit erste Bildungsanstalt, die Mädchen und Frauen gemeinsames Lernen und Wohnen, unter internatsähnlichen Bedingungen, ermöglichte. Den Entwurf lieferte Emilie Winkelmann, Deutschlands erste freiberufliche Architektin.
- Ab den späten 1950ern wird schrittweise die Koedukation eingeführt (seit 1945 in der Deutschen Demokratischen Republik).
- 1986 Erster Lehrstuhl für Historische Frauenforschung, in Bonn.

### Politik und öffentliche Meinungsbildung
- 1791 Erklärung der Rechte der Frau und Bürgerin durch die Französin Olympe de Gouges. Die zeitgenössische Breitenwirkung des Textes ist historisch umstritten; er wurde 1972 von Hannelore Schröder wiederentdeckt und 1977 vermutlich erstmals auf Deutsch veröffentlicht.
- 1848 Die Märzrevolution bringt den Frauen das (bald von der Reaktion schon wieder aufgehobene) Vereins- und Versammlungsrecht.
- 1849 Gründung der (zwischen 1850 und 1853 schrittweise verbotenen) Frauen-Zeitung, in Großenhain (Königreich Sachsen).
- 1850 In Sachsen verbietet das Lex Otto, mit Blick auf die Frauen-Zeitung, Frauen die Herausgabe von Zeitungen und sogar die redaktionelle Mitarbeit.
- 1850 Das preußische Vereinsgesetz untersagt Frauen den Beitritt in politische Vereine und Parteien. Ebenfalls verboten ist ihnen der Besuch politischer Versammlungen und Sitzungen.
- 1853 untersagt auch Preußen Frauen die Herausgabe von Zeitungen (siehe Frauen-Zeitung).
- 1865 Gründung des Allgemeinen Deutschen Frauenvereins (ADF; ab 1928 Deutscher Staatsbürgerinnenverband). Ziel ist anfangs, (unverheirateten) Frauen aus bürgerlichen Schichten ein erweitertes Spektrum an Erwerbsarbeit zu öffnen; nach Ansicht der Vereinsgründerin Louise Otto-Peters waren „Proletarierinnen“ aus Armut ohnehin zur Erwerbsarbeit gezwungen. Neu ist, dass ein Frauenverein erstmals ohne Männer organisiert und allein von Frauen geführt wird. Die Zeitschrift Neue Bahnen (Louise Otto-Peters, Auguste Schmidt) etabliert sich als Sprachrohr des ADF; sie wird 1920 durch der Monatszeitschrift Die Frau in der Gemeinde ersetzt.[28]
- 1866 In Berlin gründet Wilhelm Adolf Lette den Verein zur Förderung der Erwerbsfähigkeit des weiblichen Geschlechts (kurz: Lette-Verein). Die berufspolitischen Ziele ähneln jenen des ADF, ohne aber auf eine politisch-soziale Frauenemanzipation hinwirken zu wollen: Die Erwerbsarbeit soll den „natürlichen Berufs als Mutter und Hausfrau“ nicht beeinträchtigen (siehe auch Abschnitt „Beruf“).
- 1866 Gründung des Vaterländischen Frauenvereins durch die preußische Königin Augusta. Hervorgegangen aus der militärischen Verwundetenpflege, propagiert der national und konservativ ausgerichtete Verein die Rolle der Frau als Mutter und Heilerin. Versehen mit einer weiblichen Vorsitzenden (Louise Gabriele Marie von Itzenplitz (1866/67); Charlotte Clementine von Itzenplitz, (1867–1916)), ist der Gesamtvorstand mit Frauen und Männern paritätisch besetzt. Der Verein zählt rasch mehr als eine halbe Million weibliche Mitglieder.
- 1891 Auf Initiative Clara Zetkins fordert die SPD fordert im Erfurter Grundsatzprogramm das allgemeine Frauenwahlrecht.
- 1894 Formierung des Bundes Deutscher Frauenvereine (BDF) in Berlin, als politisch „gemäßigter“, bürgerlich geprägter Dachverband der Frauenvereine.
- 1897 Der Sozialdemokrat August Bebel publiziert sein Buch „Die Frau und der Sozialismus“. Zentrale These des vielfach aufgelegten Werks ist, dass eine vollständige Emanzipation der Frau unter den Bedingungen des Kapitalismus nicht zu verwirklichen sei.
- 1908 Das Reichsvereinsgesetz ermöglicht Frauen den Beitritt in explizit politische Vereine und Parteien. Damit kann mit Luise Zietz erstmals eine Frau in den Vorstand der SPD einziehen.
- 1915 Gründung der Internationalen Frauenliga für Frieden und Freiheit (IFFF). Die Mitbegründerinnen Anita Augspurg und Lida Gustava Heymann kritisieren Militarismus und Krieg aus spezifisch feministischer Perspektive und erklären sie zu Resultaten männlicher Herrschaft. Frauen würden als „Gebärmaschinen“ missbraucht.
- 1918 Allgemeines Frauenwahlrecht (die erste Reichstagswahl mit Frauenwahlrecht findet 1919 statt).
- 1918 Erste deutsche Ministerin wird Minna Faßhauer in der Sozialistischen Republik Braunschweig, als Volkskommissarin für Volksbildung.
- 1933–1945 In der Ära des Nationalsozialismus werden, neben den Männern, auch die Frauen in verschiedener Form in den NS-Organisationen erfasst und indoktriniert:  Glaube und Schönheit, NS-Frauenschaft, Deutsches Frauenwerk, berufstätige Frauen in der Deutschen Arbeitsfront (DAF). 1941 sind rund 6 Millionen weibliche Personen entsprechend organisiert, also jede fünfte Frau über 18 Jahren. Für Mädchen zwischen 14 und 18 Jahren ist seit 1936 die Mitgliedschaft im BDM verpflichtend.
- 1949 Gleichberechtigung von Frauen und Männern im Grundgesetz und in der Verfassung der Deutschen Demokratischen Republik verankert.
- 1953 In der DDR übernimmt Hilde Benjamin als Ministerin das Justizressort.
- 1961 In der Bundesrepublik Deutschland wird mit Elisabeth Schwarzhaupt (CDU) zum ersten Mal eine Frau Bundesministerin (Ressort: Gesundheitswesen).
- 1972 Erste Präsidentin des Deutschen Bundestages wird Annemarie Renger (SPD).
- 1993 Heide Simonis (SPD) wird erste Ministerpräsidentin eines Bundeslandes (Schleswig-Holstein).
- 1999 Einführung der „Gender Mainstreaming Strategie“ durch die Bundesregierung (Kabinett Schröder I), zur Förderung der Gleichberechtigung von Mann und Frau.
- 2005 Mit Angela Merkel (CDU) übernimmt erstmals eine Frau das Amt des deutschen Bundeskanzlers.
- 2006 Allgemeines Gleichbehandlungsgesetz (sogenanntes Antidiskriminierungsgesetz)

### Beruf
- 1865/66 Gründung des ADF und des Lette-Vereins. 1872 beginnt an den Schulen des Lette-Vereins der Unterricht. Neben „klassischen“ Frauenberufen, wie Handarbeitsstickerin, werden technisch orientierte Berufsfelder angeboten, u. a. Telegraphistin, Buchbinderin und Sekretärin (der Sekretärsberuf war damals noch eine Männerdomäne) (siehe auch Abschnitt „Politik“).
- 1903 Mit dem Eintritt in den Polizeidienst gelingt Henriette Arendt der Einbruch in einen klassischen „Männerberuf“. Arendt wird in Stuttgart die erste uniformierte deutsche Polizistin (Polizeiassistentin bzw. Polizeifürsorgerin). Ihr Aufgabenbereich ist auf den Umgang mit weiblichen Prostituierten und die Kinderhilfe beschränkt. In den 1920er Jahren gründen Baden und Sachsen jeweils eine uniformierte weibliche Schutzpolizei (WP). Eine Weibliche Kriminalpolizei (WKP) organisieren Hamburg (Leitung: Josephine Erkens) und Preußen (Leitung: Friedrike Wieking). Die uniformierten, nicht bewaffneten WP-Einheiten werden in der NS-Zeit aufgelöst, die WKP dagegen 1937 reichsweit eingeführt und reorganisiert.
- 1912 Die Technische Universität Berlin diplomiert mit Elisa Leonida Zamfirescu die erste Chemie-Ingenieurin Europas.
- 1914–1918 Während des Ersten Weltkrieges werden Frauen erstmals massenhaft zur Unterstützung des Militärapparats (Sanitätsdienst) und der Kriegswirtschaft (Landarbeit, Rüstungsarbeit) herangezogen. Neben dem DRK stellen der Johanniterorden, der Malteserorden und der St. Georgsorden freiwillige Krankenpflegerinnen zur Verfügung. Bei Kriegsbeginn zählen die Organisationen gemeinsam etwa 11.000 Krankenschwestern. Der „kaiserliche Kommissar der freiwilligen Krankenpflege“ konnte außerdem über etwa 40.000 Ordensschwestern und Diakonissinnen verfügen. Hinzu kommen Schwesternhelferinnen, von denen alleine das DRK im ersten Kriegsjahr 20.000 in Schnellkursen ausbildet. Von den schätzungsweise 213.000 freiwilligen Krankenpflegern beiderlei Geschlechts, die bis 1918  Kriegshilfsdienst in der Verwundetenpflege leisten, sind knapp die Hälfte Frauen. Den Grundstein für die Einbindung der (weiblichen und männlichen) freiwilligen Krankenpflege in den Militärapparat hatte die Kriegs-Sanitäts-Ordnung von 1878 gelegt: Sie bestimmte, dass die freiwillige Krankenpflege im Kriegsfall militärischem Befehl zu unterstellen, und damit zentral zu organisieren, sei. Die Modalitäten regelte die Felddienst- und Etappenordnung von 1887.

Zahlenmäßig weitaus größer ist der Anteil in der Kriegswirtschaft tätigen Frauen: Anfang 1918 zählt das Preußische Kriegsministerium 4 Millionen Frauen, die mit kriegswichtigen Arbeiten betraut sind, darunter 750.000 Frauen in der Rüstungsindustrie. Eine allgemeine Dienstpflicht existiert bis Kriegsende nicht, obwohl sich im August 1916 die 3. OHL unter Hindenburg und Ludendorff mit einer entsprechenden Forderung, betreffend alle Frauen zwischen 15 und 60 Jahren, durchzusetzen versucht. Seit 1916 hilft indes die Frauenarbeitszentrale, innerhalb des neu gegründeten Kriegsamts des preußischen Kriegsministeriums, bei der systematischen Eingliederung von Frauen in die Kriegswirtschaft. Zur Leiterin wird Marie-Elisabeth Lüders berufen.
Seit Anfang 1918 streiken auch zahlreiche Arbeiterinnen für einen baldigen Frieden und eine Verbesserung der schlechten Versorgungslage. Bekannt wird der „Frauenstreik“ von rund 1.700 Arbeiterinnen der Deutschen Waffen- und Munitionsfabrik in Berlin-Wittenau, vom 17.-22. August 1918.
- 1933–1945 Obwohl das NS-Regime die Rolle der Frau als jene der Gattin und Mutter definiert, kann es auf weibliche Arbeitskraft nicht verzichten. Noch im Mai 1939 sind von 31 Millionen Frauen zwischen 14 und 65 Jahren 14,6 Millionen Frauen ganz- oder halbtags beschäftigt. Die Zahl bleibt sogar während des Krieges weitgehend konstant, mit einem Tief im Mai 1941 (14,1 Mio.) und einem Hoch im September 1944 (14,9 Mio.), davon arbeiten knapp 8 Millionen in der Rüstungsindustrie. Zum Vergleich: 1944 erreicht Großbritannien in der ersten Jahreshälfte einen wesentlich höheren Mobilisierungsgrad, von 17,2 Mio. Frauen sind 10. Mio. beschäftigt (61 %), in Deutschland sind es nur 14,3 Mio. (46 %). Daneben müssen 1944 in Deutschland etwa 1,5 Millionen ausländische Frauen Zwangsarbeit leisten (neben 6,1 Mio. männlichen Zwangsarbeitern).
- 1935 Nach der Wiedereinführung der Wehrpflicht durch den NS-Staat (Wehrgesetz vom 16. März 1935) verfügt das Wehrgesetz vom 21. Mai 1935 die Dienstpflicht der Frau im Falle des Krieges. Mit dem Aufbau des Reichsarbeitsdienstes (RAD) unterliegen seit Juni 1935 alle „Deutschen beiderlei Geschlechts“ der Arbeitspflicht. Nun können auch „Arbeitsmaiden“ für ein halbes Jahr eingezogen werden.
- 1939–1945 Während des Zweiten Weltkrieges unterstützen den Militärapparat rund 500.000 weibliche Luftschutzwarte, etwa ebenso viele Frauen im DRK-Sanitätsdienst sowie 500.000 bis 600.000 Wehrmachts- und SS-Helferinnen. Letztere leisten Dienst z. B. als Bürokräfte und Assistentinnen in rückwärtigen Stäben und in der Reichsluftverteidigung, als Hilfskanoniere bei der Flak oder als SS-Aufseherinnen in Konzentrations- und Vernichtungslagern. Mit der drohenden Niederlage im Zweiten Weltkrieg weicht ein Geheimbefehl des OKW (28. Februar 1945) das Waffenverbot für Frauen auf. Martin Bormann, Chef der NSDAP-Reichskanzlei, erlaubt in einem Rundschreiben (5. März 1945) den NSDAP-Gauleitern, Frauen zu deren „Selbstschutz“ an Handfeuerwaffen auszubilden. Adolf Hitler genehmigt im Februar 1945 sogar die probeweise Aufstellung eines Frauenbataillons, wozu es aber infolge der baldigen deutschen Kapitulation nicht mehr kommt.
- 1946 In Schleswig-Holstein organisiert die britische Besatzungsmacht eine weibliche uniformierte Schutzpolizei, die trotz Erfolgs 1952 aufgelöst wird. Die Polizistinnen sind meist mit Verkehrs-, Sexual- oder Familienangelegenheiten betraut und tragen weiterhin keine Schusswaffe. Erst in den späten 1960er Jahren erfolgt die Zulassung von Frauen für den allgemeinen Kriminaldienst und die gehobenen Laufbahn (Kommissar/in). Sie erhalten erstmals Schießunterricht und werden entsprechend bewaffnet. Die erneute Aufstellung weiblicher, jetzt bewaffneter Schutzpolizisten geschieht 1980 in West-Berlin (Ausbildungsbeginn 1978), die westdeutschen Bundesländer folgen bis Ende des Jahrzehnts.
- 1952 Das Mutterschutzgesetz verbessert die Rechtsstellung von Schwangeren und Müttern am Arbeitsplatz. Für Beamtinnen werden später besondere Regelungen erlassen.
- 1954 Das Beschäftigungsverbot für verheiratete Frauen im öffentlichen Dienst wird annulliert.
- 1958 Aufhebung des Lehrerinnenzölibats.
- 1958 Das Gleichberechtigungsgesetz schafft das Recht des Ehemanns, das Arbeitsverhältnis seiner Frau jederzeit fristlos zu kündigen, ab.
- 1975 Als erste deutsche Orchesterdirigentin wird Hortense von Gelmini international bekannt.
- 1975 treten die ersten Frauen in die Bundeswehr ein und erobern mit dem Militär eine weitere „Männerdomäne“. Zunächst werden nur bereits approbierte Ärztinnen, Zahnärztinnen, Tierärztinnen und Apothekerinnen als Sanitätsoffiziere übernommen. Erst 1989 erfolgt die Einstellung von weiblichen Sanitätsoffizieranwärtern, 1991 von weiblichen Mannschaften und Unteroffizieren im Sanitäts- und Musikdienst. Seit 2001 sind alle Laufbahnen uneingeschränkt für Frauen geöffnet, d. h. auch in Kampfeinheiten. In der Nationalen Volksarmee der DDR konnten Frauen von Anfang an freiwillig in den medizinischen und  rückwärtigen Diensten dienen, seit 1984 auch als Offiziere.
- 1992 Das Bundesverfassungsgericht hebt das Verbot der Nachtarbeit für Fabrikarbeiterinnen auf.
- 1994 Jutta Limbach wird erste Präsidentin des Bundesverfassungsgerichts.
- 2001 Das Bundesgleichstellungsgesetz tritt in Kraft.
- 2004 Die Niederländerin Karin Dorrepaal rückt als erste Frau in den Vorstand eines DAX-Unternehmens auf.

### Ehe, Familie und individuelle Selbstbestimmung
- 1900 Ledige Frauen erhalten die uneingeschränkte Geschäftsfähigkeit
- 1958 Das Gleichberechtigungsgesetz (siehe oben) hebt das alleinige Bestimmungsrecht des Ehemanns über Frau und Kinder auf. Der Mann bestimmt nicht mehr allein den Wohnort von Frau und Kindern. Das in die Ehe eingebrachte Vermögen dürfen Frauen nun selbst verwalten. Die Zugewinngemeinschaft wird gesetzlicher Güterstand, was eine vermögensrechtliche Besserstellung der meist einkommenslosen Haus- und Ehefrauen bedeutet. Frauen dürfen nun den Führerschein ohne Erlaubnis des Vaters oder Ehemanns erwerben.
- 1958 wird nach einem Bundesverfassungsgerichtsurteil das Ehegattensplitting anstelle der steuerlichen Gesamtveranlagung eingeführt.
- 1959 Das Bundesverfassungsgericht erklärt jene ins Gleichberechtigungsgesetz übernommene Regelungen des Gehorsamsparagraphen (1958 entfallen, vorher: § 1354 BGB) für nichtig, die dem Vater die letzte Entscheidung (Stichentscheid) in Erziehungsangelegenheiten des Kindes einräumten und dem Vater die gesetzliche Alleinvertretung des Kindes überließen.
- 1975 Eheliche Kinder einer deutschen Mutter erwerben qua Geburt die deutsche Staatsangehörigkeit. Zwischen 1914 und 1963 geborene eheliche Kinder erhielten die deutsche Staatsangehörigkeit lediglich über den deutschen Vater. Zwischen 1964 und 1974 geborene eheliche Kinder einer deutschen Mutter erhielten die deutsche Staatsangehörigkeit nur, falls sie sonst staatenlos geworden wären. Zwischen 1953 und 1974 geborene eheliche Kinder einer deutschen Mutter, die eine andere Staatsangehörigkeit besaßen, konnten die deutsche zusätzlich mittels Erklärung erwerben. Die Erklärungsfrist endete, von wenigen Ausnahmen abgesehen, mit dem 31. Dezember 1977. Hingegen erwarben nichteheliche Kinder einer deutschen Mutter durchgehend seit 1914 automatisch die deutsche Staatsangehörigkeit.
- 1976 Der Name der Frau kann von den Ehegatten statt dem Namen des Manns als Familienname gewählt werden.
- 1977 Bei Ehescheidungen tritt das Zerrüttungsprinzip an die Stelle des Schuldprinzips. Damit ändert sich auch das Unterhaltsrecht; bis dahin hatte der „schuldig“ geschiedene Ehepartner keinen Anspruch auf Unterhalt durch den Ex-Partner.
- 1977 Abschaffung der „Hausfrauenehe“: Frauen müssen nicht mehr den Haushalt führen.
- 1978 Erstes Frauenhaus (Baden-Württemberg)
- 1986 Einführung von Erziehungsgeld und Erziehungsurlaub
- 1991 verwirft das Bundesverfassungsgericht den Grundsatz, dass der Nachname des Mannes Ehename wird, wenn das Paar sich nicht auf einen Nachnamen einigt.

### Sexuelle Selbstbestimmung
- 1961 Die Zulassung der Antibabypille in der Bundesrepublik Deutschland ermöglicht Frauen eine von der Mitwirkung des Mannes unabhängige Schwangerschaftsverhütung. Anfangs erhalten sie nur verheiratete Mütter auf ärztliches Rezept. 1965 folgt die DDR mit der Wunschkindpille.
- 1973 Reform der Kuppeleiparagraphen in der Bundesrepublik Deutschland (§§ 180 und 181 StGB; in der DDR 1968 abgeschafft), die die „Verschaffung von Gelegenheit der Unzucht“ als Kuppelei grundsätzlich unter Strafe stellten. Das galt bisher auch dann, wenn die sexuellen Handlungen von unverheirateten oder nicht miteinander verheirateten Erwachsenen vorgenommen wurden. Das betraf bis dahin u. a. die Vermietung von Hotelzimmern an nicht miteinander verheiratete Erwachsene, jedoch auch Eltern, die dem/der erwachsene(n) Freund/Freundin ihres erwachsenen Kindes die (gemeinsame) Übernachtung in der elterlichen Wohnung erlaubten. Die Reform der Kuppeleiparagraphen (die abgewandelt weiterhin bei Minderjährigen gelten) bedeutet einen wichtigen Schritt hin zur sexuellen Selbstbestimmung von Mann und Frau.
- 1974 bis 1976 wird durch Novellierung von § 218 StGB in der Bundesrepublik Deutschland die Abtreibung erleichtert. Die zunächst beschlossene Fristenlösung (Abtreibung wie in der seit 1972 in der DDR geltenden Regelung während der ersten 12 Wochen straffrei, allerdings in der Bundesrepublik mit Beratungspflicht) wird vom Bundesverfassungsgericht für verfassungswidrig erklärt und deshalb durch das Indikationenmodell ersetzt (Abtreibung nur bei Gefährdung des Lebens oder der Gesundheit der Mutter, Zeugung durch bestimmte Sexualdelikte wie z. B. Vergewaltigung, drohender Behinderung des Kindes oder sozialer Notlage zulässig).
- 1992 (zwei Jahre nach der Wiedervereinigung) wird beim Schwangerschaftsabbruch erneut eine Fristenlösung mit Beratungspflicht beschlossen. Der Schwangerschaftsabbruch ohne Indikation wird vom Bundesverfassungsgericht 1993 wieder für verfassungswidrig erklärt, diesmal wird indes nicht verlangt, dass er auch bestraft werden muss.
- 1997 Auch in der Ehe werden erzwungene sexuelle Handlungen als sexuelle Nötigung bzw. Vergewaltigung strafbar (vorher nur als einfache Nötigung strafbar).
- 1998 Wegfall des § 1300 BGB, der bei Verlobten Entschädigungszahlungen des Mannes („Kranzgeld“) im Fall der Nichtheirat nach erfolgtem Beischlaf vorsah. Unverheiratete Frauen, die infolge einvernehmlichen Beischlafs ihre Jungfräulichkeit verloren haben, gelten damit gesetzlich nicht mehr als „beschädigt“.
- 2016 neues Sexualstrafrecht („Nein heißt Nein“)